# Garmāvīch
Garmāvīch (persiska: گرماویچ) är en ort i Iran.   Den ligger i provinsen Västazarbaijan, i den nordvästra delen av landet, 700 km väster om huvudstaden Teheran. Garmāvīch ligger 1 930 meter över havet och antalet invånare är 372.
Terrängen runt Garmāvīch är lite bergig. Runt Garmāvīch är det ganska tätbefolkat, med 83 invånare per kvadratkilometer. Närmaste större samhälle är Tāzeh Shahr, 16,7 km nordost om Garmāvīch. Trakten runt Garmāvīch består i huvudsak av gräsmarker.